# Claudia Wunderlich
Claudia Wunderlich (Halberstadt, 16 de fevereiro de 1956) é uma ex-handebolista alemã, medalhista olímpica.

## Carreira
Claudia Wunderlich fez parte da equipe alemã oriental do handebol feminino, medalha de bronze em Moscou 1980, com um total de 4 jogos e 4 gols.